# Beata Rank
Beata Rank, także Beata Rank-Minzer, de domo Minzer lub Munzer (ur. 16 lutego 1886 w Nowym Sączu, zm. 11 kwietnia 1967 w Bostonie) – psychoanalityczka specjalizująca się w rozwoju dziecka.

## Życiorys
Urodziła się 16 lutego 1886 roku w mieszczańskiej rodzinie zasymilowanych Żydów. Od młodego wieku wśród bliskich i rodziny używała imienia Tola. Swego przyszłego męża Ottona Ranka poznała podczas I wojny światowej, gdy służąc w austriackiej armii przebywał w Krakowie. Para pobrała się 7 listopada 1918 roku, po czym wyjechała do Wiednia, gdzie Beata poznała Sigmunda Freuda, z którym już wcześniej współpracował jej mąż. W latach 1918–1926 brała udział w spotkaniach bliskiego kręgu współpracowników Freuda, a także organizowała w jego imieniu spotkania towarzyskie, utrzymywała także bliskie kontakty z Felixem i Helene Deutsch oraz Lou Andreas-Salomé. Uczęszczała na zajęcia i wykłady dotyczące psychoanalizy, na początku lat 20. skupiając zainteresowanie na snach. W 1923 roku przetłumaczyła na polski pracę Über Träume Freuda, która ukazała się pod tytułem O marzeniu sennem, a także jego późniejszą pracę na temat snów sześciolatków. Tego samego roku przedstawiła pracę, na podstawie której została przyjęta do Wiedeńskiego Towarzystwa Psychoanalitycznego. Praca ukazała się w 1924 roku w „Imago”.
Choć Rankowie należeli do najbliższego kręgu Freuda, możliwe, że poglądy Beaty na rolę matki w rozwoju dziecka mogły wpłynąć na nowe teorie Ottona Ranka, które z czasem doprowadziły do rozłamu w środowisku wiedeńskich psychoanalityków i zerwania relacji między Freudem a Rankiem. Małżeństwo w 1926 roku opuściło Wiedeń i wyjechało do Paryża. Beata poruszała się tam w kręgach artystycznych, poznając m.in. Henry’ego Millera i Anaïs Nin i kontynuowała badania na temat roli kobiety w Bibliotece Narodowej Francji, zaś jej mąż wielokrotnie wyjeżdżał do Stanów Zjednoczonych, gdzie rozwijał własną praktykę. W 1933 roku został współzałożycielem Psychological Center and Summer Institute, a Beata wspierała go w kwestiach administracyjnych. W następnym roku Otto emigrował na stałe do Stanów, lecz Beata pozostała we Francji. Zaogniająca się sytuacja polityczna w Europie zmusiła ją w 1936 roku do wyjazdu za ocean.
Zamieszkała w Bostonie i skupiła się na psychoanalizie dziecięcej. Dzięki wsparciu ze strony Helene i Felixa Deutschów odnalazła się w lokalnym środowisku psychoanalityków. Została cenioną postacią Boston Psychoanalytic Institute, przez lata przewodnicząc tam komisji edukacji i przyciągając studentów z kraju i zagranicy. Jej wkład w rozwój analizy dziecięcej przetrwał w pracy jej uczniów. Wraz z Marian C. Putnam w 1943 roku założyła i zaczęła prowadzić James Jackson Putnam Children’s Center – pionierską instytucję zajmującą się dziećmi w wieku przedszkolnym, którym zapewniała całodniową opiekę, podczas której prowadzono jednocześnie badania nad rozwojem dzieci. Napisała szereg artykułów naukowych na temat nietypowego rozwoju dziecka, które uprzedziły rozwój wiedzy na temat atypowych całościowych zaburzeń rozwoju. Otrzymała tytuł profesora honorowego psychologii Wydziału Medycznego Uniwersytetu Bostońskiego.
Zmarła 11 kwietnia 1967 roku w Bostonie.